# Carl von Essen
Pour les articles homonymes, voir Essen (homonymie).
Carl Thure Henrik von Essen, né le 18 octobre 1940 à Jönköping et mort le 11 novembre 2021 à Björnlunda, est un escrimeur suédois pratiquant l'épée. Il a remporté le titre olympique avec l’équipe d'épée de Suède lors des Jeux olympiques d'été de 1976 à Montréal.
Il a été aussi trois fois champion du monde avec l’équipe de Suède en 1974, 1975 et 1977 participant ainsi à la période la plus faste de l’histoire de l’escrime suédoise.

## Palmarès
- Jeux olympiques :
  -  Champion olympique à l’épée par équipe aux Jeux olympiques de 1976 à Montréal.
- Championnats du monde d'escrime
  -  Champion du monde à l’épée par équipes aux championnats du monde de 1974 à Grenoble
  -  Champion du monde à l’épée par équipes aux championnats du monde de 1975 à Budapest
  -  Champion du monde à l’épée par équipes aux championnats du monde de 1977 à Buenos Aires
  -  Médaillé de bronze à l’épée individuelle aux championnats du monde de 1969 à La Havane
  -  Médaillé de bronze à l’épée par équipes aux championnats du monde de 1966 à Moscou
  -  Médaillé de bronze à l’épée par équipes aux championnats du monde de 1969 à La Havane
  -  Médaillé de bronze à l’épée par équipes aux championnats du monde de 1971 à Vienne